# Daniel Jackson
Daniel Jackson è uno dei protagonisti del film di fantascienza del 1994 Stargate e uno dei quattro membri originali della squadra SG-1 nella serie televisiva omonima Stargate SG-1. Daniel compare inoltre in alcuni episodi dello spin-off Stargate Atlantis.
È interpretato da James Spader nel film Stargate del 1994 e da Michael Shanks nella serie televisiva Stargate SG-1 e nei film targati SG-1.

## Biografia
Daniel Jackson nacque l'8 luglio del 1965, i suoi genitori, Claire e Melbun Jackson, erano esperti archeologi e durante l'allestimento di un'esposizione al Museum of Modern Art di New York furono schiacciati da una pesante colonna di pietra perdendo la vita. Daniel rimase orfano alla tenera età di 8 anni e, dopo il rifiuto da parte del nonno Nicolas Ballar (anche lui archeologo) di prenderlo in affidamento, venne dato in adozione.
All'università Daniel si laureò in archeologia e si specializzò in mitologia, lingue e culture antiche, in particolare nel campo dell'egittologia. Lavorò per qualche anno per il dottor David Jordan, rinomato archeologo. Ebbe un rapporto conflittuale con il collega Steven Rayner e una relazione sentimentale con Sarah Gardner, anche lei archeologa (che successivamente divenne un ospite di Osiris).
Daniel, dopo approfonditi studi si convinse che le piramidi fossero state costruite in data antecedente a quanto si stimava, ipotizzando una retrodatazione di almeno 5000 anni, ma venne ben presto deriso da tutta la comunità scientifica. Catherine Langford era convinta che le teorie di Daniel Jackson fossero esatte e gli diede la possibilità di dimostrarle.
Daniel iniziò a lavorare per il governo degli Stati Uniti per decifrare alcuni simboli sconosciuti ritrovate sul cartiglio del coperchio di pietra che copriva lo Stargate. Dopo due settimane di lavoro, Jackson scoprì che i simboli rappresentavano delle costellazioni da interpretare come coordinate stellari. Quando comprese dove trovare il settimo simbolo, fu possibile attivare lo Stargate.
Daniel venne inserito insieme a Jack O'Neil nella squadra di militari selezionata per attraversare lo stargate: durante questa missione nacque tra i due una profonda amicizia.
Arrivati su Abydos, l'apporto di Daniel fu fondamentale per la riuscita della missione aiutando i militari contro le guardie di Ra e trovando le coordinate dello stargate per tornare sulla Terra; Daniel però decise di rimanere su Abydos poiché si innamorò di Sha're, figlia del capotribù Kasuf.
Dopo che Sha're fu rapita da Apophis per donare il suo corpo come ospite ad Amonet, sua sposa, Daniel si aggregò alla squadra SG-1, di cui divenne un perno insostituibile.
Durante la militanza al Comando Stargate, Daniel e O'Neill diventarono grandi amici, anche se spesso i due si sono trovati in disaccordo: Jack infatti vorrebbe risolvere i problemi con metodi più "bruschi", mentre Daniel preferisce le soluzioni diplomatiche.
Daniel ha sempre avuto un carattere socievole, portandolo a stringere subito forti legami di amicizia con gli altri componenti della squadra (Samantha Carter e Teal'c), del personale del Comando Stargate e con i vari personaggi incontrati in missione.
Dopo circa due anni Daniel Jackson e Teal'c ritornarono su Abydos, lì scoprirono che Sha're era incinta di Apophis (generando un Harcesis violando le leggi dei Goa'uld). Durante la gestazione la moglie di Apophis (Amonet) si mise in uno stato dormiente per permettere di portare a termine la gravidanza permettendo alla coscienza di Sha're di riaffiorare. Daniel aiutò Sha're a partorire, ma non riuscì a salvare il bambino (chiamato Shifu), che fu rapito da Apophis insieme a Sha're, che nel frattempo ritornò sotto l'influenza di Amonet.
Daniel ebbe un ruolo importante nella guerra contro i Goa'uld, ma non dimenticò mai il suo obiettivo principale: ritrovare Sha're. Daniel riuscì a trovarla, ma il simbionte Amonet lo catturò e lo torturò con il suo guanto goa'uld, portando Daniel in fin di vita. Teal'c dovette colpire Amonet per salvare Daniel, ferendo a morte Sha're. Dopo questo episodio Daniel ruppe tutti i suoi rapporti con Teal'c e lasciò il Comando Stargate. Ma gli apparve in sogno Sha're, dicendogli di perdonare Teal'c e tornare nella SG-1; convinto che tramite il guanto Sha're gli avesse davvero lasciato un messaggio, tornò al Comando e perdonò Teal'c. Inoltre Sha're gli chiese di ritrovare Shifu, dicendogli che si trovava in un luogo chiamato Kheb.
Una volta arrivati a Kheb conobbe l'entità Oma Desala (vedi Antichi) che illuminò Daniel Jackson sull'esistenza di una vita extra-corporea. A questo punto Daniel decise saggiamente di lasciare in affidamento Shifu a Oma Desala.
Cresciuto rapidamente, Shifu l'anno seguente andò da Daniel Jackson per avere notizie di sua madre. Shifu era diventato un asceso come Oma Desala grazie all'aiuto di quest'ultima. Questo fu un incontro importante per preparare l'ascensione di Daniel Jackson.
Al quinto anno della sua permanenza al Comando Stargate ci fu un cambiamento drastico nella vita di Daniel Jackson. Arrivato con la SG-1 su Kelowna, Daniel sacrificò la sua vita esponendosi ad una dose letale di radiazioni di naquadria pur di sventare una catastrofe nucleare. Tornato sulla Terra, la dottoressa Janet Fraiser fece il possibile per salvarlo, ma si rivelò una missione impossibile. In fin di vita, gli apparve in sogno Oma Desala offrendogli la possibilità di ascendere. Daniel accettò, anche se da asceso non avrebbe più potuto interferire con le vicende "terrene".
Daniel però non mantenne pienamente la parola. Quando Jack O'Neill venne catturato e torturato da Ba'al per ottenere informazioni su un Tok'ra chiamato Kanan, fu grazie all'aiuto indiretto e al sostegno di Daniel che Jack riuscì a resistere finché l'SG-1 non organizzò un piano per liberarlo. Successivamente fu Teal'c ad essere aiutato da Jackson su come attuare una missione di recupero. In un'altra occasione Teal'c e Bra'tac caddero in un'imboscata sul pianeta Kresh'ta, insieme a centinaia di Jaffa che persero la vita per la privazione del loro simbionte, Daniel Jackson, sotto forma di asceso, incitò Teal'c in sogno a resistere fino all'arrivo della SG-1.
Quando il Signore del Sistema Anubis era in procinto di occupare Abydos per cercare l'Occhio di Ra, che serviva ad Anubis per completare un'arma potentissima con cui distruggere gli altri Goa'uld, Daniel avvertì O'Neill e la SG-1, che si diresse verso Abydos. Daniel guidò la SG-1 all'occhio e alla scoperta di una tavoletta dove si trovano le coordinate della città perduta degli antichi: Atlantide. Anubis raggiunge Abydos e Daniel cerca di barattare la salvezza degli Abydosiani e dei suoi amici per l'Occhio; Anubis inganna Daniel, prende l'occhio e attacca Abydos. Daniel allora cerca di fermare Anubis con i suoi poteri, ma Anubis riesce a contrastarlo dato che è anche lui metà asceso. La SG-1 si salva, ma Abydos viene distrutto; Oma Desala comunque decide di aiutare gli Abydosiani ad ascendere.
Alla ricerca della città degli Antichi, la SG-1 trova su un pianeta un Daniel Jackson senza più alcun ricordo ne sulla sua vita precedente, ne sulla sua vita di asceso. Si decide di tendere una trappola ad Anubis attirandolo nell'orbita di quel pianeta e distruggere la sua arma suprema con l'X-302 (rinominato da quel momento F-302) e l'ausilio della flotta di Lord Yu, che però si ritira e trattiene prigioniero Teal'c, mentre Daniel e Jonas Quinn vengono intrappolati sulla nave di Anubis che si dirige su Kelowna dopo che questi è venuto a conoscenza del naquadria.
Assediando Kelowna, la SG-1 stringe alleanza con Ba'al per sconfiggere Anubis, che però riesce a salvarsi con una scialuppa di salvataggio. Jonas decide allora di ritornare sul suo pianeta e Daniel torna a rioccupare il suo posto nell'SG-1. Da ora in poi Daniel riacquisterà piano piano la sua memoria.
Durante la battaglia finale contro la flotta dei Replicatori, che avevano già distrutto la maggior parte della flotta di Ba'al e Anubis, Daniel viene catturato dal replicante con le fattezze di Carter e sottoposto a terribili torture. Ancora una volta interviene Oma Desala per farlo ascendere di nuovo. Daniel questa volta non accetta, anzi, cerca di convincere Oma a sconfiggere Anubis con i suoi poteri. Oma trasgredisce alle regole e ingaggia una lotta con Anubis e trasporta Daniel al Comando Stargate prima che la nave dei Replicanti fosse distrutta dall'arma degli Antichi modificata da Samantha Carter.
Sconfitti i Goa'uld Daniel Jackson è in procinto di partire per Atlantide. Tuttavia l'arrivo improvviso al Comando SG di Vala Mal Doran fa sì che Daniel perda la nave per Atlantide e debba restare lì per indagare su un possibile tesoro degli Antichi sulla terra. Nella ricerca si scopre che il famoso mago Merlino altri non era che un Antico, che visse sulla Terra per moltissimi anni. La ricerca inoltre porterà alla luce la verità sugli Antichi e alla scoperta della loro nemesi, gli Ori.
Daniel dà prova durante gli scontri di tutta la sua capacità di diplomazia contro i Priori degli Ori, ma quando le forze di invasione inviano le navi nella Via Lattea Daniel Jackson capisce che l'unico modo per sconfiggerli è di fondere la sua mente con quella di Merlino e diventare un priore. Il piano va a buon fine e gli Ori sono quasi sconfitti. Successivamente resta intrappolato sull'Odissey racchiusa da una bolla temporale quando gli Asgard donano tutta la loro tecnologia e conoscenza alla Terra.